# 2175 Andrea Doria
2175 Andrea Doria è un asteroide della fascia principale. Scoperto nel 1977, presenta un'orbita caratterizzata da un semiasse maggiore pari a 2,2158238 au e da un'eccentricità di 0,2067072, inclinata di 3,70447° rispetto all'eclittica.
L'asteroide è dedicato all'omonimo capostipite della famiglia nobiliare italiana. Lo scopritore ha scelto questo nome anche perché con il successivo asteroide, 2176 Donar, richiama l'espressione Donner un Doria fatta utilizzare da Friedrich Schiller ad Andrea Doria nella tragedia La congiura di Fiesco a Genova e poi passata nell'uso comune in tedesco.